# Leichtathletik-Weltmeisterschaften 2001/100 m Hürden der Frauen

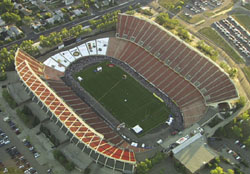
Das Commonwealth Stadium von Edmonton im Jahr 2005

Der 100-Meter-Hürdenlauf der Frauen bei den Leichtathletik-Weltmeisterschaften 2001 wurde vom 9. bis 11. August 2001 im Commonwealth Stadium der kanadischen Stadt Edmonton ausgetragen.
In diesem Wettbewerb erzielten die US-amerikanischen Hürdensprinterinnen einen Doppelsieg.

Weltmeisterin wurde Anjanette Kirkland.
Sie gewann vor der hochdekorierten eigentlichen Favoritin Gail Devers, in dieser Disziplin zweifache Weltmeisterin (1995/1999) und zweifache Vizeweltmeisterin (1991/1993). Darüber hinaus war Devers über 100 Meter zweifache Olympiasiegerin (1992/1996) und Weltmeisterin von 1993. Außerdem hatte es für Gold als Mitglied der Sprintstaffel bei den Olympischen Spielen 1996 sowie den Weltmeisterschaften 1997 gegeben.

Bronze ging an die aktuelle Olympiasiegerin und Vizeweltmeisterin von 1995 Olga Schischigina aus Kasachstan.

## Bestehende Rekorde
| Weltrekord               | 12,21 s | Jordanka Donkowa   | Stara Sagora, Bulgarien | 20. August 1988   |
| Weltmeisterschaftsrekord | 12,34 s | Ginka Sagortschewa | WM 1987 in Rom, Italien | 4. September 1987 |

Der bereits seit 1987 bestehende WM-Rekord blieb auch bei diesen Weltmeisterschaften unberührt.
Die bestehende Weltjahresbestleistung wurde zweimal verbessert:
- 12,56 s – Gail Devers (USA), 2. Halbfinale am 10. August bei einem Gegenwind von 0,3 m/s
- 12,42 s – Anjanette Kirkland (USA), Finale am 11. August bei einem gerade noch zulässigen Rückenwind von 2,0 m/s

## Doping
Im Hürdensprint gab es einen Dopingfall.
Die im Halbfinale ausgeschiedene Russin Swetlana Lauchowa wurde wegen eines Dopingverstoßes disqualifiziert.
Benachteiligt wurde eine Athletin, die über die Zeitregel die Startberechtigung im Halbfinale erworben hatte, hier jedoch im dritten Vorlauf ausschied:

Kirsten Bolm, Deutschland: 13,13 s

## Vorrunde
Die Vorrunde wurde in vier Läufen durchgeführt. Die ersten drei Athletinnen pro Lauf – hellblau unterlegt – sowie die darüber hinaus vier zeitschnellsten Läuferinnen – hellgrün unterlegt – qualifizierten sich für das Halbfinale.

### Vorlauf 1

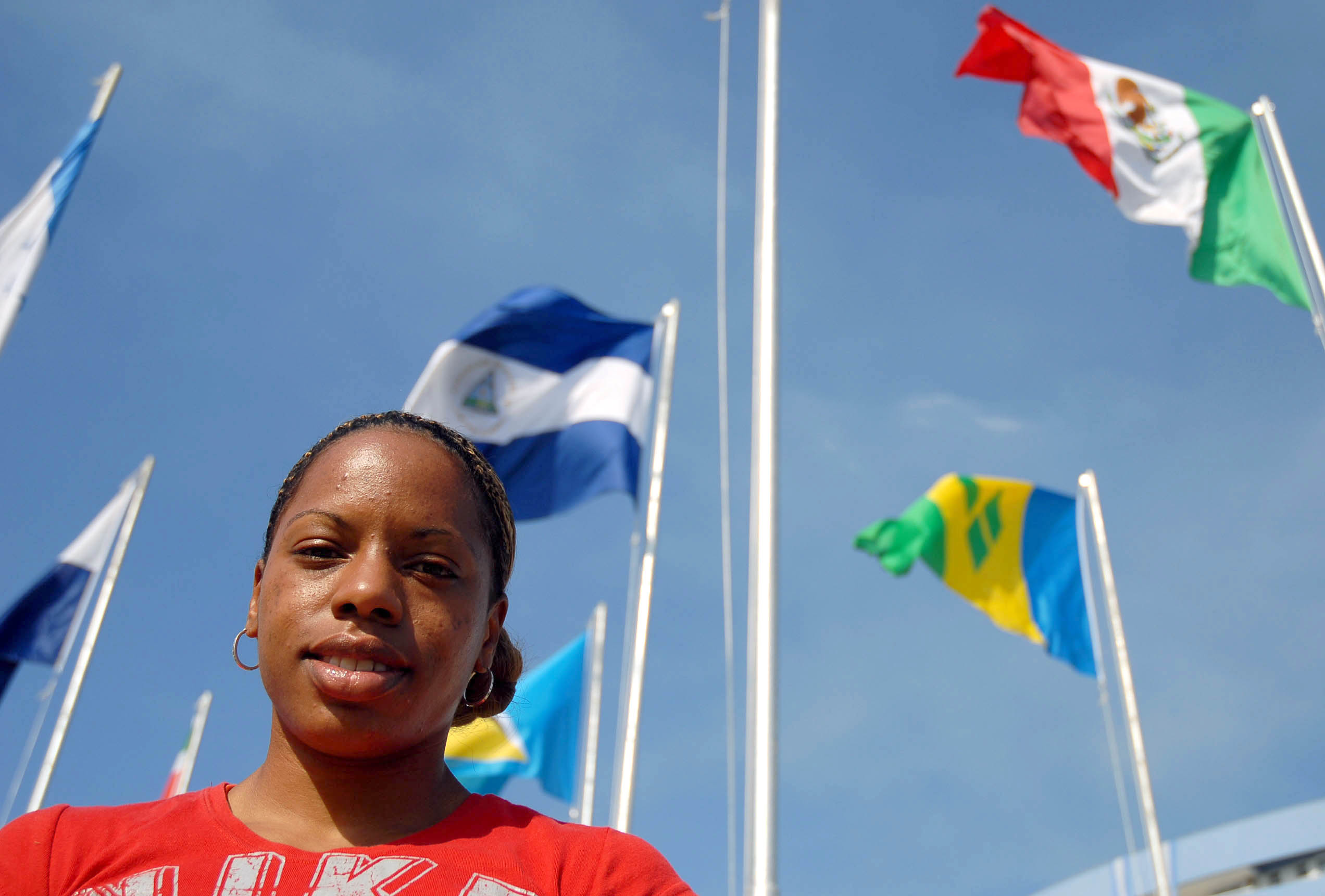
Nadine Faustin schied mit 13,15 s als Fünfte ihres Vorlaufs aus

9. August 2001, 18:00 Uhr
Wind: −0,6 m/s
| Platz | Name                  | Nation     | Zeit (s) |
| ----- | --------------------- | ---------- | -------- |
| 1     | Anjanette Kirkland    | USA        | 12,69    |
| 2     | Olga Schischigina     | Kasachstan | 12,75    |
| 3     | Irina Korotja         | Russland   | 12,87    |
| 4     | Nicole Ramalalanirina | Frankreich | 12,94    |
| 5     | Nadine Faustin        | Haiti      | 13,15    |
| 6     | Rosa Rakotozafy       | Madagaskar | 13,24    |
| 7     | Olena Krassowska      | Ukraine    | 13,30    |

### Vorlauf 2
9. August 2001, 18:08 Uhr
Wind: −0,5 m/s
| Platz | Name                  | Nation                       | Zeit (s)                      |
| ----- | --------------------- | ---------------------------- | ----------------------------- |
| 1     | Gail Devers           | USA                          | 12,72                         |
| 2     | Swetla Dimitrowa      | Bulgarien                    | 12,74                         |
| 3     | Linda Ferga           | Frankreich                   | 12,91                         |
| 4     | Dionne Rose-Henley    | Jamaika                      | 12,94                         |
| 5     | Trecia Roberts        | Thailand                     | 13,27                         |
| 6     | Svetlana Gnezdilov    | Israel                       | 13,28                         |
| DOP   | Swetlana Lauchowa     | Russland                     | für das Halbfinale zugelassen |
| DNS   | Maria-Joëlle Conjungo | Zentralafrikanische Republik |                               |

### Vorlauf 3
9. August 2001, 18:16 Uhr
Wind: +0,3 m/s
| Platz | Name                  | Nation      | Zeit (s)                                         |
| ----- | --------------------- | ----------- | ------------------------------------------------ |
| 1     | Susanna Kallur        | Schweden    | 12,74                                            |
| 2     | Brigitte Foster       | Jamaika     | 12,79                                            |
| 3     | Donica Merriman       | USA         | 12,88                                            |
| 4     | Kirsten Bolm          | Deutschland | 13,13 eigentlich für das Halbfinale qualifiziert |
| 5     | Maurren Maggi         | Brasilien   | 13,16                                            |
| 6     | Sriyani Kulawansa     | Sri Lanka   | 13,23                                            |
| 7     | Angela Whyte          | Kanada      | 13,38                                            |
| 8     | Natalja Schechodanowa | Russland    | 13,84                                            |

In der Vorrunde im dritten Vorlauf ausgeschiedene Läuferinnen:

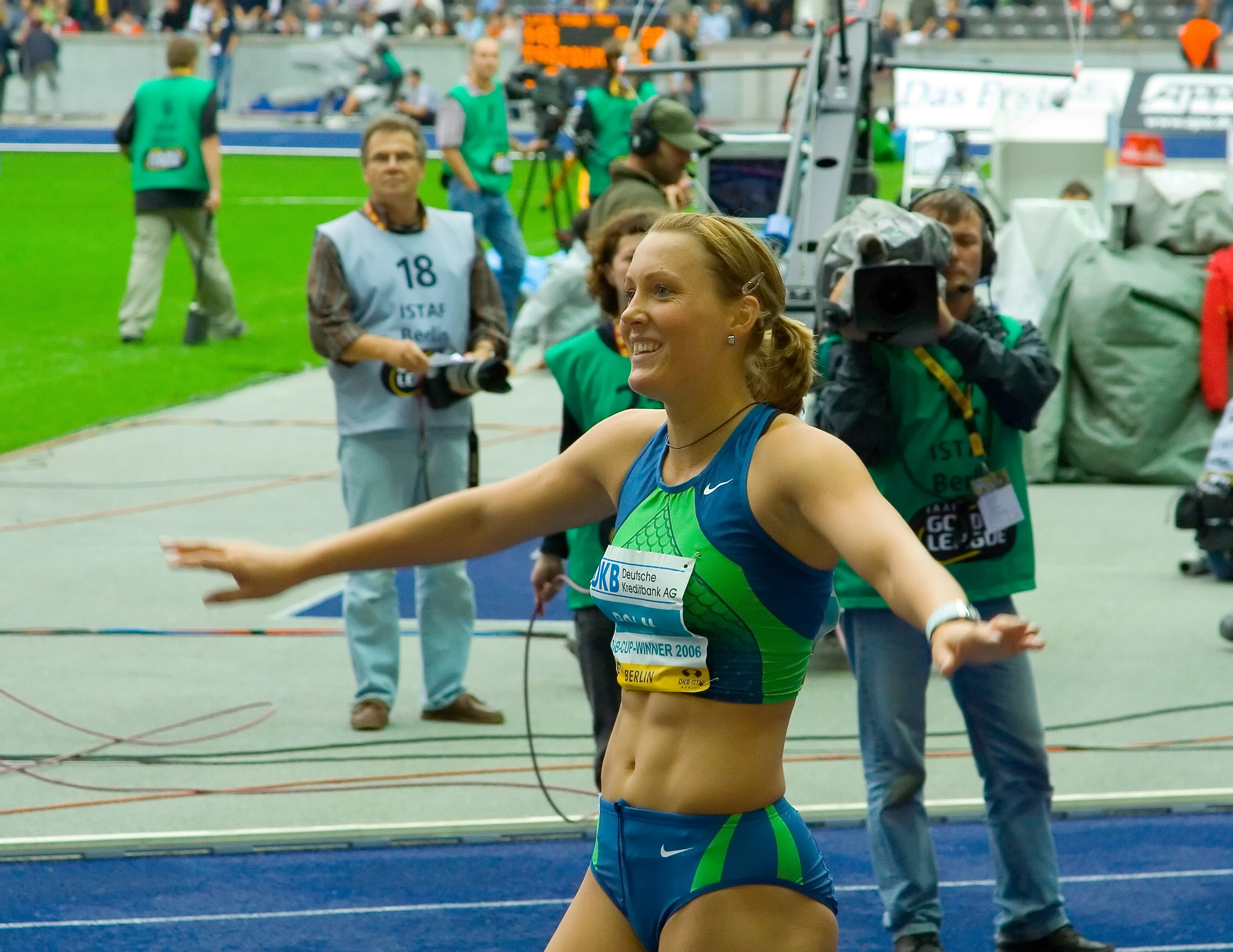
Kirsten Bolm schied mit 13,13 s in der Vorrunde aus, wäre jedoch nach Swetlana Laukowas viel später erfolgter Disqualifikation im Halbfinale startberechtigt gewesen
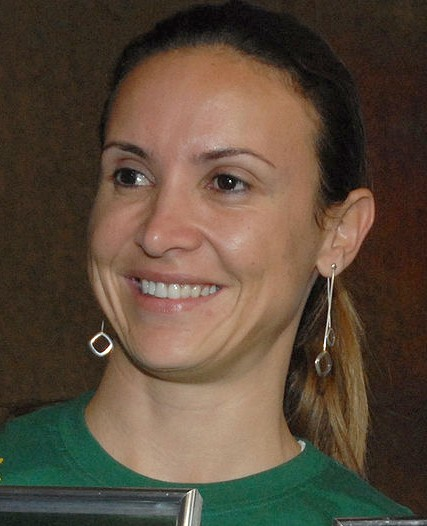
Maurren Maggi erreichte mit ihren 13,16 s nicht das Halbfinale
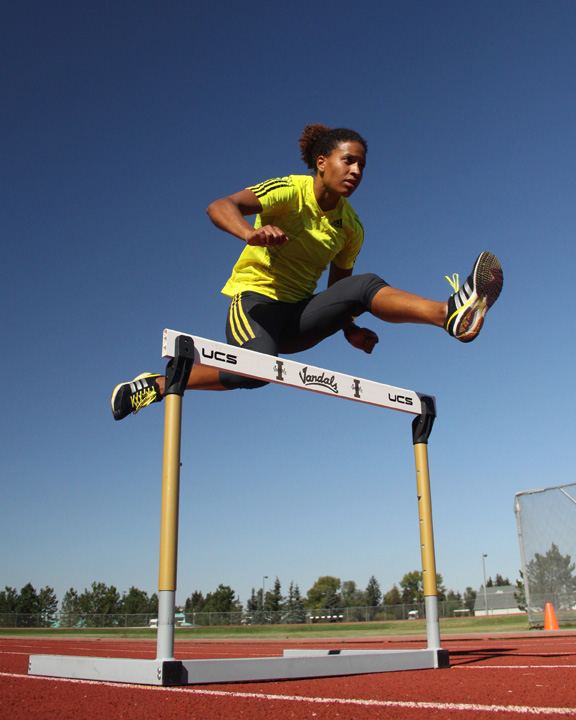
Angela Whyte konnte sich mit 13,38 s nicht für die nächste Runde qualifizieren

### Vorlauf 4

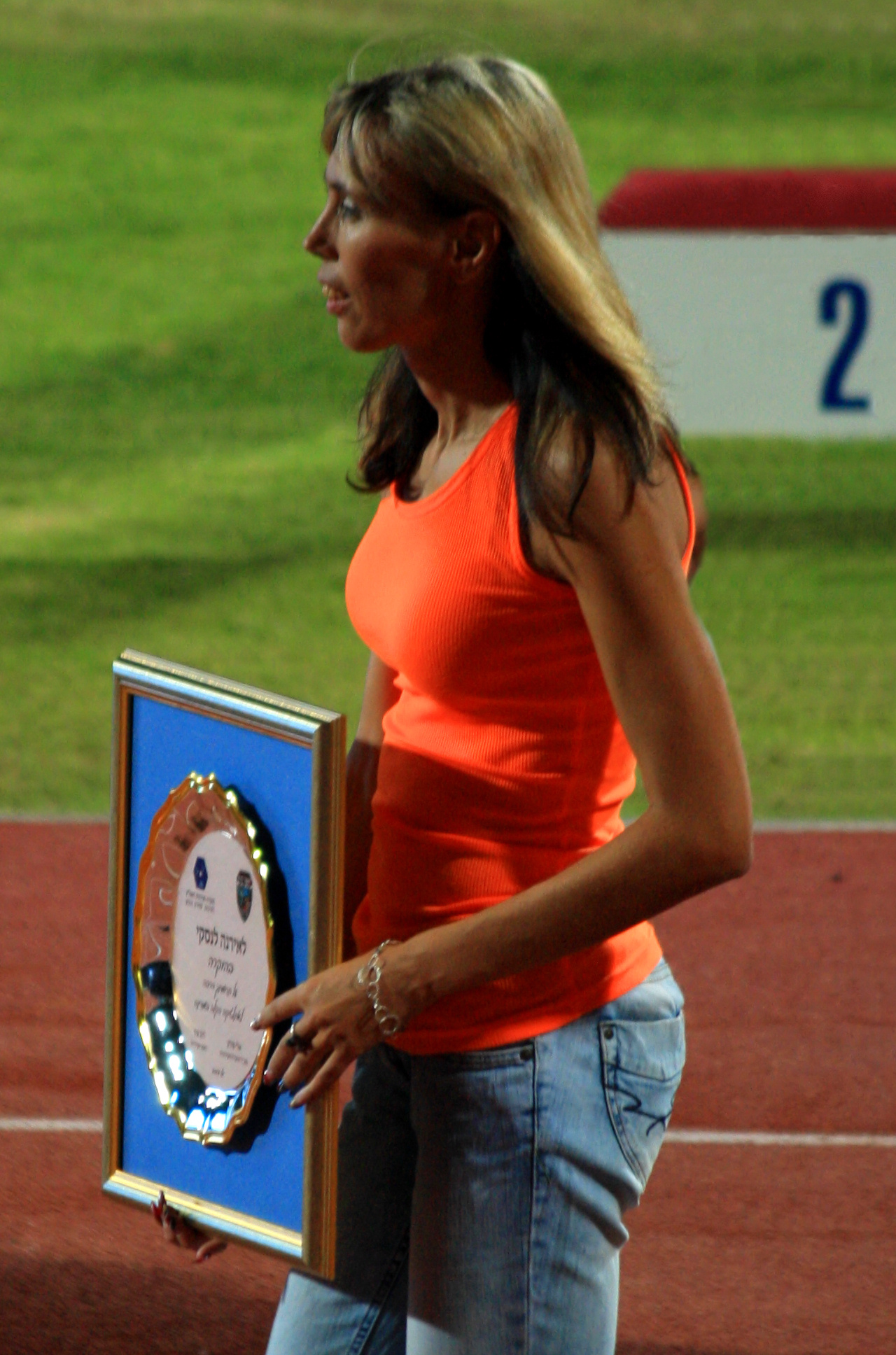
Als Fünfte in 13,20 s verpasste Irina Lenskiy die Qualifikation für das Halbfinale

9. August 2001, 18:24 Uhr
Wind: −1,1 m/s
| Platz | Name              | Nation              | Zeit (s) |
| ----- | ----------------- | ------------------- | -------- |
| 1     | Jenny Adams       | USA                 | 12,80    |
| 2     | Perdita Felicien  | Kanada              | 12,89    |
| 3     | Vonette Dixon     | Jamaika             | 13,03    |
| 4     | Patricia Girard   | Frankreich          | 13,11    |
| 5     | Irina Lenskiy     | Israel              | 13,20    |
| 6     | Feng Yun          | Volksrepublik China | 13,35    |
| 7     | Gergana Stoyanova | Bulgarien           | 13,48    |

## Halbfinale
Aus den beiden Halbfinalläufen qualifizierten sich die jeweils ersten vier Athletinnen – hellblau unterlegt – für das Finale.

### Halbfinallauf 1

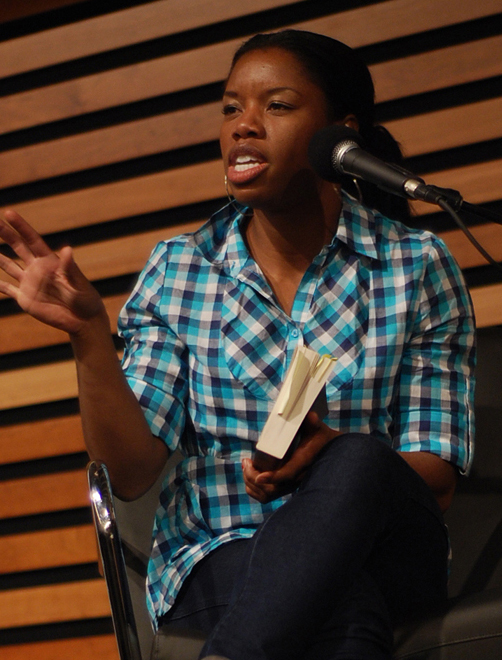
Perdita Felicien erreichte mit ihren 12,90 s nicht das Finale

10. August 2001, 19:35 Uhr
Wind: −0,8 m/s
| Platz | Name                  | Nation     | Zeit (s) |
| ----- | --------------------- | ---------- | -------- |
| 1     | Swetla Dimitrowa      | Bulgarien  | 12,65    |
| 2     | Jenny Adams           | USA        | 12,67    |
| 3     | Anjanette Kirkland    | USA        | 12,80    |
| 4     | Vonette Dixon         | Jamaika    | 12,87    |
| 5     | Perdita Felicien      | Kanada     | 12,90    |
| 6     | Nicole Ramalalanirina | Frankreich | 12,91    |
| 7     | Irina Korotja         | Russland   | 13,02    |
| 8     | Patricia Girard       | Frankreich | 13,17    |

### Halbfinallauf 2

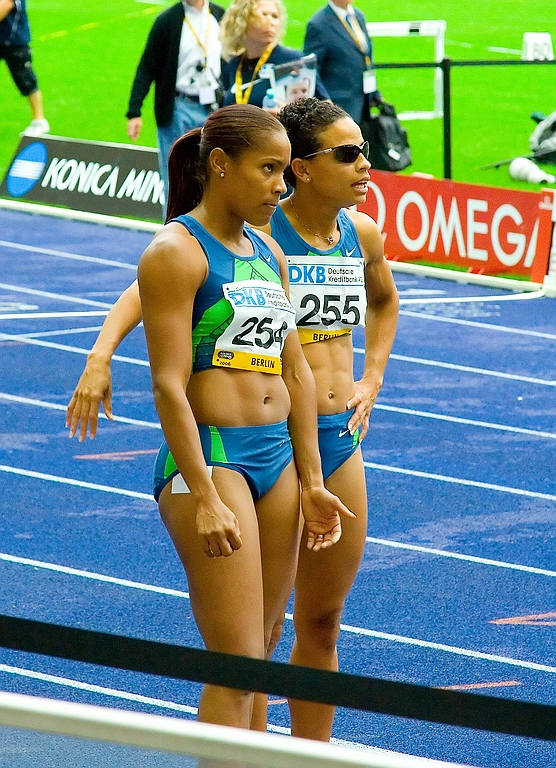
Brigitte Foster (links) fehlte zum Erreichen des Finales mit ihren 12,78 s nur eine Hundertstelsekunde
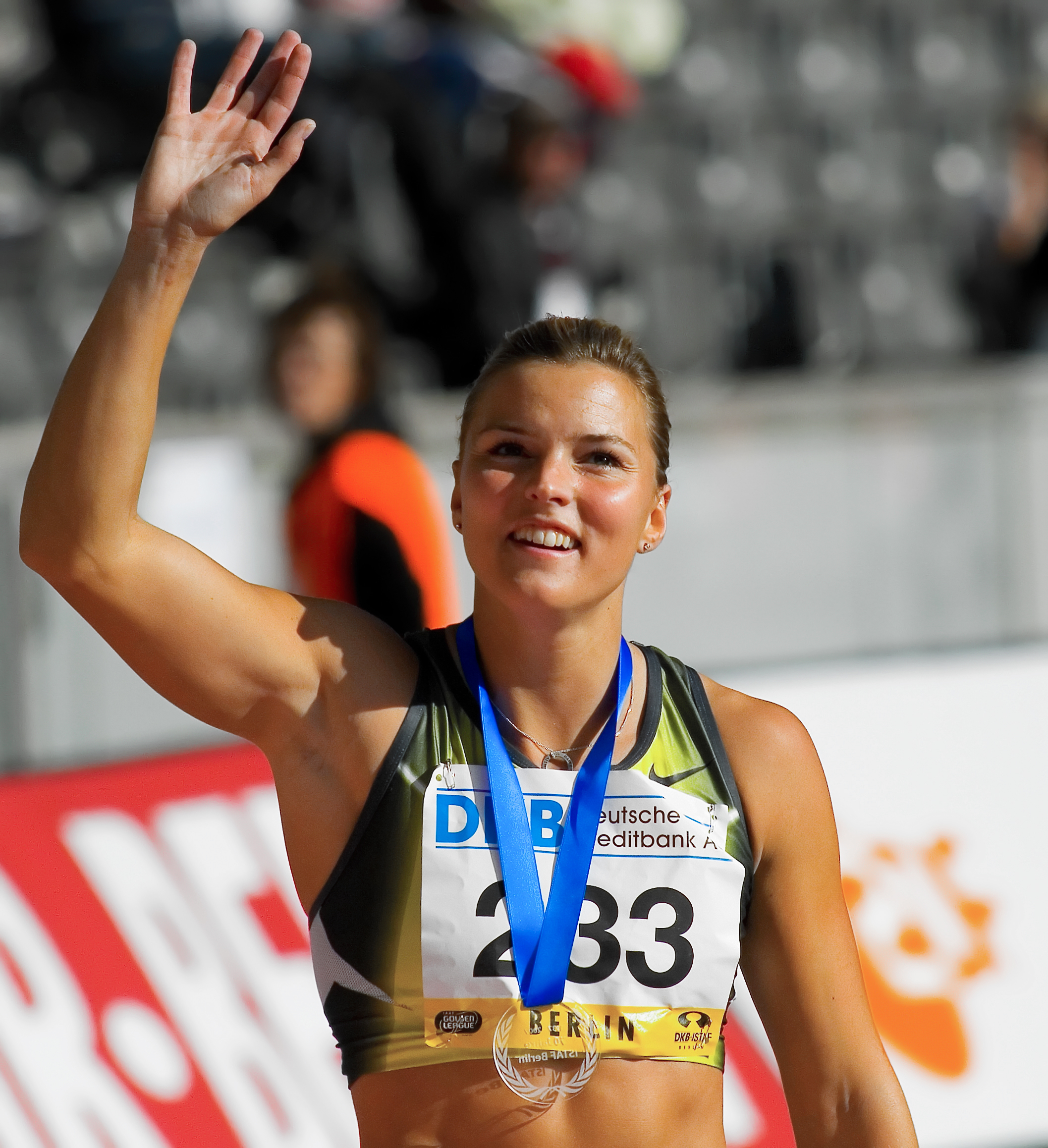
Susanna Kallur scheiterte mit 12,85 s im Halbfinale

10. August 2001, 19:43 Uhr
Wind: −0,3 m/s
| Platz | Name               | Nation     | Zeit (s) |
| ----- | ------------------ | ---------- | -------- |
| 1     | Gail Devers        | USA        | 12,56 WL |
| 2     | Linda Ferga        | Frankreich | 12,67    |
| 3     | Olga Schischigina  | Kasachstan | 12,75    |
| 4     | Dionne Rose-Henley | Jamaika    | 12,77    |
| 5     | Brigitte Foster    | Jamaika    | 12,78    |
| 6     | Susanna Kallur     | Schweden   | 12,85    |
| 7     | Donica Merriman    | USA        | 17,17    |
| DOP   | Swetlana Lauchowa  | Russland   |          |

## Finale

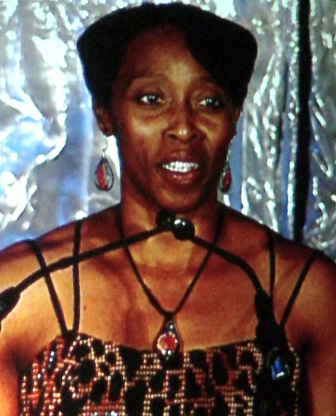
Gail Devers, im Hürdensprint zweifache Weltmeisterin, musste sich als die nach ihrem souveränen Halbfinalauftritt eigentliche Favoritin hier mit Silber begnügen

11. August 2001, 15:50 Uhr
Wind: +2,0 m/s
| Platz | Name               | Nation     | Zeit (s) |
| ----- | ------------------ | ---------- | -------- |
| 1     | Anjanette Kirkland | USA        | 12,42 WL |
| 2     | Gail Devers        | USA        | 12,54    |
| 3     | Olga Schischigina  | Kasachstan | 12,58    |
| 4     | Swetla Dimitrowa   | Bulgarien  | 12,58    |
| 5     | Jenny Adams        | USA        | 12,63    |
| 6     | Dionne Rose-Henley | Jamaika    | 12,79    |
| 7     | Linda Ferga        | Frankreich | 12,80    |
| 8     | Vonette Dixon      | Jamaika    | 13,02    |